# Маленький єдиноріг
Маленький єдиноріг (англ. The Little Unicorn) — пригодницький фільм 2001 року.

## Сюжет
Трагічно почалося життя єдинорога Спайка - з народження він залишився сиротою. Поллі і її друг Тобі розуміють, що секрет дивного звіра потрібно зберегти від чужих, особливо від преси. Своєю магічною силою Спайк зцілив Поллі і стало зрозуміло, що зберегти його існування в таємниці ніяк не вийде.